# Samogłoska przymknięta przednia zaokrąglona
Samogłoska przymknięta przednia zaokrąglona – typ samogłoski spotykany w językach naturalnych. Symbol, który przedstawia ten dźwięk w Międzynarodowym Alfabecie Fonetycznym, to y (zwykła litera y).

## Języki, w których występuje ten dźwięk
Samogłoska przymknięta przednia zaokrąglona występuje w językach:
| Język        | Słowo | MAF      | Tłumaczenie         | Uwagi |
| ------------ | ----- | -------- | ------------------- | --- |
| fiński       | syy   | [syː]    | „włókno”            | |
| francuski    | chute | [ʃyt]    | „upadek”            | |
| kantoński    | 犬    | [hyːn˧˥] | „pies”              | |
| maryjski     | кӱтӱ  | [kyty]   | „stado”             | |
| niderlandzki | u     | [y]      | „pan(i)”, „państwo” | |
| niemiecki    | Mühe  | [ˈmyːə]  | „trud”              | Może być krótka w nieakcentowanych sylabach, jak np. w wyrazie Physik [fyˈziːk] „fizyka”. Zobacz Albrecht Dürer tam wym. ˈalbʁɛçt ˈdyːʁɐ |
| turecki      | güneş | [ɟyˈne̞ʃ] | „słońce”            | |